# Кирил Богданов
Кирил Богданов е бивш български футболист, ляво крило.

## Кариера
Започва да играе в отбора на АС-23, като е капитан на юношите на Офицерския клуб. След това заиграва и за мъжкия отбор на АС-23 София от 1942 до 1944. През пролетта на 1945 преминава в обединения Чавдар София, а след това от 1948 до 1949 е в редиците и на ЦСКА. Има 104 мача и 43 гола в шампионата (71 мача с 31 гола за АС-23, 23 мача с 9 гола за Чавдар и 10 мача с 3 гола за ЦСКА). Шампион на България през 1948 с ЦСКА и носител на купата на страната през 1941 с АС-23. Титуляр в епичните мачове срещу Левски София през 1948. През следващата година печели сребърните медали. Играе като ляво крило, нисък на ръст, но подвижен и бърз. През 1951 преминава в Черно море Варна и след два сезона печели бронзови медали с отбора.
Има 5 мача и 1 гол за „А“ националния отбор.